# ماساهیرو کوگا
ماساهیرو کوگا (انگلیسی: Masahiro Koga؛ زادهٔ ۸ سپتامبر ۱۹۷۸) بازیکن فوتبال اهل ژاپن است.
از باشگاه‌هایی که در آن بازی کرده‌است می‌توان به باشگاه فوتبال آویسپا فوکوئوکا، باشگاه فوتبال ناگویا گرامپوس، باشگاه فوتبال کاشیوا ریسول، و باشگاه فوتبال جوبیلو ایواتا اشاره کرد.
وی همچنین در تیم ملی فوتبال زیر ۱۷ سال ژاپن بازی کرده‌است.